# Pawel Gorelow
Pawel Wartanowitsch Gorelow (armenisch Պավել Գորելով, russisch Павел Вартанович Горелов; * 22. Januar 2003 in Rostow am Don) ist ein armenisch-russischer Fußballspieler.

## Karriere
Gorelow begann seine Karriere beim FK Rostow. Im Juni 2020 debütierte er für die Profis in der Premjer-Liga, als er am 23. Spieltag der Saison 2019/20 gegen den FK Sotschi in der Startelf stand. In jenem Spiel lief eine reine Jugendmannschaft der Rostower auf, nachdem die Profis aufgrund von COVID-Fällen unter Quarantäne gestellt worden waren. Rostow verlor die Partie mit 10:1. Es blieb sein einziger Ligaeinsatz für die erste Mannschaft des FK Rostow. Zur Saison 2022/23 wechselte Gorelow auf Leihbasis zum armenischen Erstligisten FA Wan, dort absolvierte 34 Ligaspiele und schoss drei Tore. Nach nur einem Jahr in Armenien ging es für ihn zurück nach Russland zum Zweitligisten Kamas Nabereschnyje Tschelny, wo er seit dem 7. Juli 2023 unter Vertrag steht.

## Privates
Gorelows Großvater Norik Mesropyan war von 1964 bis 1978 ebenfalls als Fußballspieler aktiv und war Bestandteil jener Mannschaft des FC Ararat Jerewan, die 1973 das sowjetische Double gewinnen konnte.